# Stylidium laricifolium
Stylidium laricifolium este o specie de plante dicotiledonate din genul Stylidium, familia Stylidiaceae, ordinul Asterales, descrisă de Louis Claude Marie Richard. Conform Catalogue of Life specia Stylidium laricifolium nu are subspecii cunoscute.